# Medalla Hermila Galindo
La Medalla al mérito Hermila Galindo es un reconocimiento que otorga el Congreso de la Ciudad de México para premiar a mujeres destacadas que de manera individual o colectiva promueven la igualdad, la dignidad y los derechos de las mujeres.

## Creación
Esta presea es en honor a Hermila Galindo Acosta quien fue la primera mujer que formó parte del Congreso Constituyente que en 1917 elaboró y promulgó la Constitución Política de los Estados Unidos Mexicanos. Una mujer que propició la consecución de los derechos políticos, ciudadanos, laborales, sociales y educativos de las mujeres en México.
La medalla Hermila Galindo, se entrega a mujeres de la Ciudad de México que se han destacado por su labor en varios ámbitos:
- Por su trabajo a favor de las mujeres;
- Por defender los derechos humanos de otras mujeres;
- Por el impulso a la cultura y la práctica del deporte en el sector femenino;
- Por fomentar el acceso de las mujeres a la planta laboral en igualdad de condiciones;
- Por fomentar la educación entre mujeres mediante publicaciones enfocadas en temas de interés o educando a otras mujeres,
- Por realizar investigaciones científicas a favor de las mujeres o por investigar algún producto, medicamento o elemento que les beneficie.

## Proceso
Cada año, se abre la convocatoria para postulaciones a la Medalla Hermila Galindo, personas de la sociedad civil, grupos, instituciones, organismos y colectivas de mujeres, pueden proponer perfiles que cumplan con los requisitos y que puedan comprobar, mediante documentación dirigida al Congreso; y que después será analizado de manera meticulosa por parte de la Comisión de Igualdad de Género. Posterior a ello la misma Comisión emite un dictamen que se somete a aprobación del pleno del Congreso de la Ciudad de México.

## Galardonadas a través de los años

### Medalla al Mérito Hermila Galindo 2017
- Patricia Rebolledo Rebolledo, María del Carmen Carreón Castro, María Angélica Luna Parra y Trejo Lerdo medalla póstuma en la categoría Derechos Humanos.
- Martha Angélica Tagle Martínez, Gloria Carrillo Salinas, Ángeles Mastreta, María Paredes Albor, atleta paralímpica, María Elena Villalobos Espinosa, en materia social, cultural y deportiva.
- Arlen Muñoz Vilchis, Rebeca Montiel Campos, Patricia Olamendi Torres, en materia científico, de investigación y difusión.[8][9]

### Medalla al Mérito Hermila Galindo 2018
- María de la Luz Estrada, por su trabajo a favor de las mujeres.[10]
- Marcelina Bautista, por fomentar el acceso de las mujeres al mercado laboral en igualdad de condiciones.
- Juana Alma Rosa Sánchez, por fomentar la educación entre mujeres mediante publicaciones enfocadas en temas de interés o educando a otras mujeres.
- Eva Ramón Gallegos, por realizar investigaciones científicas a favor de las mujeres o por investigar algún producto, medicamento o elemento que les beneficie.
- Teresa Columba Ulloa, por defender los derechos humanos de otras mujeres.
- Lorena Ivette Wolffer, por el impulso a la cultura y la práctica del deporte en el sector femenino.[11][12]

### Medalla al Mérito Hermila Galindo 2019
- Araceli Osorio Martínez y Andrea Medina Rosas, por su trabajo a favor de las mujeres.
- Adriana Luna Parra medalla póstuma, por defender los derechos humanos de otras mujeres.
- Rosa María Valles Ruiz, por el impulso a la cultura y la práctica del deporte en el sector femenino.
- Instituto de Liderazgo Simone de Beauvoir, por fomentar la educación entre mujeres mediante publicaciones enfocadas en temas de interés o educando a otras mujeres.
- Alejandra Ramírez Venegas, por realizar investigaciones científicas a favor de las mujeres o por investigar algún producto, medicamento o elemento que les beneficie. [13][14][15]

### Medalla al Mérito Hermila Galindo 2020
- Laura Martínez Rodríguez, por su trabajo a favor de las mujeres.
- Centro de Apoyo a la Mujer Margarita Magón, por defender los derechos humanos de las mujeres.
- Teresa Ixchel Alonso García, por impulsar el deporte en el sector femenino.
- Red de Abogadas Violeta y Guadalupe Arellano Rosas, por fomentar el acceso de las mujeres al mercado laboral en igualdad de condiciones.
- Sara Lovera López, por fomentar la educación entre mujeres mediante publicaciones.[16]
- Carmen Alcázar Castillo, por investigaciones en beneficio de las mujeres.[17][18]

### Medalla al Mérito Hermila Galindo 2021
- Antígona Segura Peralta y Aketzalli González Santiago, por investigaciones en beneficio de las mujeres.[2]
- Mayra Hernández Figueroa por defender los derechos humanos de las mujeres.
- Marta Acevedo, por fomentar el acceso de las mujeres al mercado laboral en igualdad de condiciones.
- Marion Renate Reimers Tusche, por impulsar el deporte en el sector femenino.[19][20]
- La organización Jóvenes por Una Salud Integral, por fomentar la educación entre mujeres mediante publicaciones.
- Rosa María Cabrera Lofte Medalla póstuma por su trabajo a favor de las mujeres.[21]

### Medalla al Mérito Hermila Galindo 2022
- Teresa Estrada Rodríguez, por el impulso a la cultura y la práctica del deporte en el sector femenino.[22]
- María Guadalupe Juárez Hernández, por fomentar el acceso de las mujeres al mercado laboral en igualdad de condiciones.
- María Salguero Bañuelos, por investigaciones en beneficio de las mujeres.[23]
- Morada Violeta, por fomentar la educación entre mujeres mediante publicaciones.
- Colectivo Buscando Nos Encontramos Tlalpan, por su trabajo a favor de las mujeres.
- Frente Nacional contra Violencia Vicaria, por defender los derechos humanos de las mujeres.[24][25][26]

### Medalla al Mérito Hermiila Galindo 2023
- María del Pilar Muriedas Juárez por su trabajo a favor de las mujeres.
- Organización Equidad de Género, Ciudadanía, Trabajo y Familia, A.C.  en la categoría  defensa de los derechos humanos.
- Amérika Moreschi por el impulso a la cultura y la práctica del deporte en el sector femenino.
- María Isabel Beltrán Antonio en la categoría de fomento al acceso de mujeres a la planta laboral en igualdad de condiciones.
- María del Carmen Fernández Cáceres por el impulso de la educación femenina mediante publicaciones.
- Emma Aguirre Reyes y Alexa Yathana Joaquín Solis por la realización de investigación científica por investigar algún producto, medicamento o elemento que les beneficie. [27] [28] [29] [30] [31] [32]

## Otros reconocimientos
La Comisión de Derechos Humanos de la Ciudad de México cuenta con un reconocimiento que también lleva el nombre de Hermila Galindo.